# Quatuor Stamic

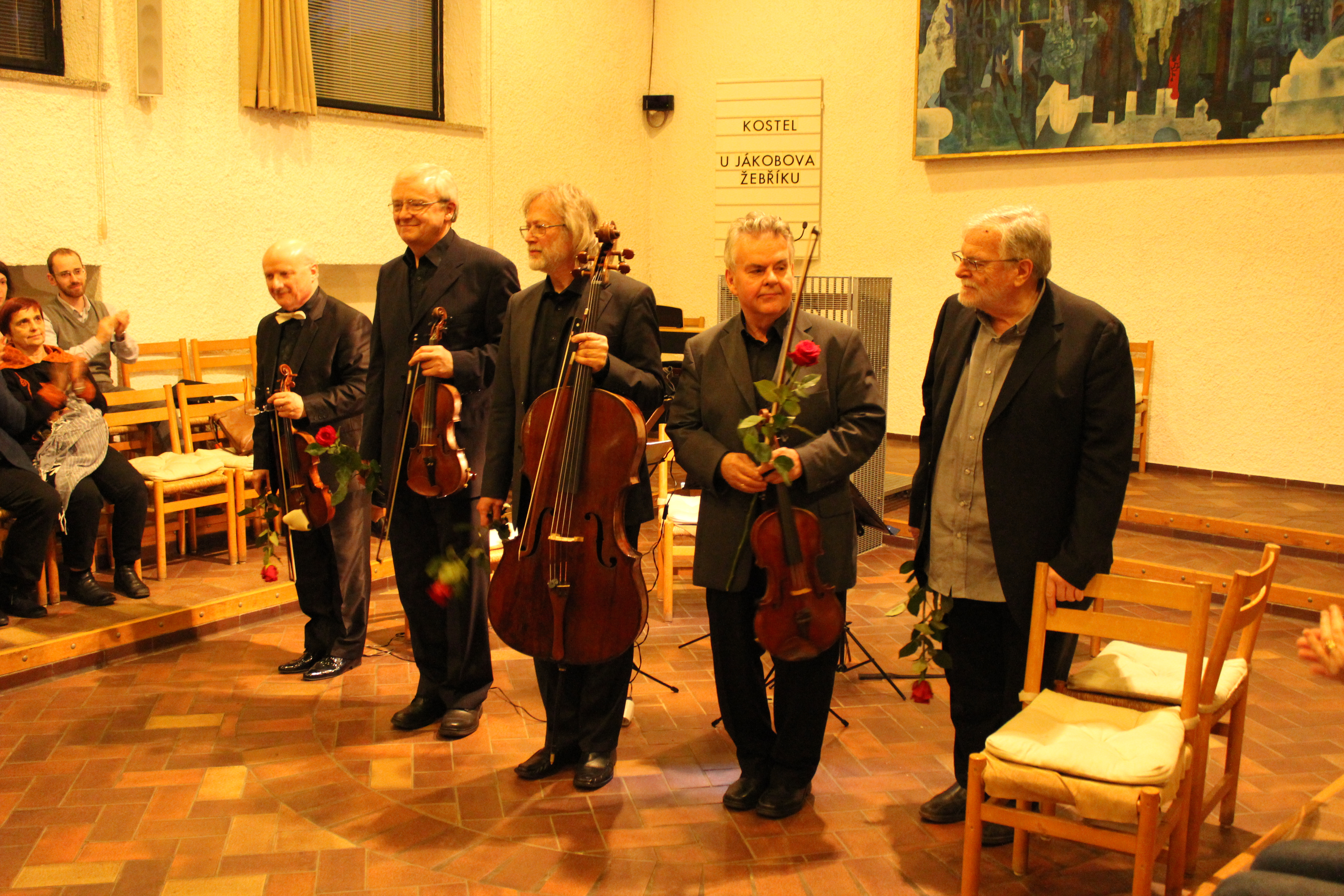
Le Quatuor Stamic en concert à Prague en 2018.

Le Stamic Quatuor (en tchèque : Stamicovo kvarteto) est un quatuor à cordes tchèque. Le Quatuor Stamic, dont les membres sont à l'origine des membres de la Philharmonie tchèque, est fondée en 1985. Ils se forment en tant que quatuor avec les artistes du Quatuor Smetana. Les deux violonistes et le violoncelliste étaient antérieurement membres du Quatuor Doležal. L'ensemble porte le nom du compositeur Jan Václav Antonín Stamic (Johann Stamitz), parce que les deux violonistes de la formation originale sont nés dans la même ville que lui, à Havlíčkův Brod, dans l'Est de la Bohème.
L'ensemble se concentre sur l'exécution des compositions classiques de compositeurs tchèques et étrangers et de la période classique à la musique moderne. Ces derniers temps, ils ont également porté sur d'autres œuvres de musique de chambre, en coopération avec d'autres musiciens. Le quatuor a remporté des prix internationaux (Concours de Salzbourg, 1986), dont deux Grand prix du Disque pour l'enregistrement des quatuors complets d'Antonín Dvořák et Bohuslav Martinů.

## Membres
- Bohuslav Matoušek, violon I (1985–2001)
  - Jindřich Pazdera (2001~ )
- Josef Kekula, violon II
- Jan Pěruška, alto
- Vladimir Leixner, violoncelle (1985–1987)
  - Emil Klein (1987~ )

## Discographie
Le Quatuor Stamic a enregistré entre autres, pour les labels Bayer Records (Haydn, Janáček, Dvořák, Martinů), Panton (Vranický, Rösler, Vaňhal, Martinů) et Supraphon (Rejcha, Koželuh, Mozart).

## Liens
- (en + cs) Site officiel
- Ressources relatives à la musique :   - AllMusic
  - Discogs
  - MusicBrainz
- Notices d'autorité :   - VIAF
  - ISNI
  - BnF (données)
  - IdRef
  - LCCN
  - GND
  - Italie
  - CiNii
  - Pologne
  - Israël
  - Australie
  - Norvège
  - Tchéquie
  - WorldCat